# YTHDF1
YTHDF1是一个位于人类第20号染色体上的基因，编码蛋白YTHDF1蛋白（YTHDF意为“YTH结构域家族”（英語：YTH domain family））。YTHDF1基因编码的YTHDF1蛋白能够识别并结合N6-甲基腺苷（m6A）修饰的mRNA，并增加与之结合的mRNA易位效率。